# کندرتیوک (دهانه)
کندرتیوک یک دهانه برخوردی در ماه‌ است.

## دهانه‌های اقماری
این دهانه ۲ دهانه اقماری دارد.
| Kondratyuk | عرض جغرافیایی | طول جغرافیایی | قطر          |
| ---------- | ------------- | ------------- | ------------ |
| A          | ۱۴.۲° S       | ۱۱۵.۵° E      | ۲۵.۰ کیلومتر |
| Q          | ۱۵.۷° S       | ۱۱۴.۷° E      | ۲۸.۰ کیلومتر |